# Kirill Grigoryan
Kirill Akopovich Grigoryan (2 de abril de 1992) é um atirador esportivo russo, medalhista olímpico.

## Carreira

### Rio 2016
Henri Junghänel representou a Rússia nas Olimpíadas de 2016, na qual conquistou a medalha de bronze, na Carabina deitado 50 m masculino.